# Nicolas Edet
Nicolas Edet (ur. 2 grudnia 1987 w La Ferté-Bernard) – francuski kolarz szosowy. Do zawodowego peletonu należy od 2011 roku. Jeździ w barwach francuskiej drużyny Cofidis.

## Najważniejsze osiągnięcia
2007
- 1. miejsce na 4. etapie Tour du Faso

2008
- 4. miejsce w Paris–Tours Espoirs

2009
- 4. miejsce w Rhône-Alpes Isère Tour
- 10. miejsce w Giro della Valle d’Aosta

2010
- 3. miejsce w Tour des Pays de Savoie
- 3. miejsce w Tour Alsace
- 1. miejsce na 5. etapie Tour des Pays de Savoie

2011
- 10. miejsce w Tour of Turkey
- 1. miejsce w klasyfikacji górskiej Tour of Austria

2012
- nagroda dla najwaleczniejszego na 1. etapie Tour de France

2013
- 1. miejsce w klasyfikacji górskiej Vuelta a España
  - nagroda najwaleczniejszego na 1. etapie
- 2. miejsce w Vuelta a La Rioja
- 1. miejsce w klasyfikacji górskiej Rhône-Alpes Isère Tour
- 5. miejsce w Tour of Turkey
- 8. miejsce w Prueba Villafranca de Ordizia
- 9. miejsce w Tour of Austria

2016
- 1. miejsce w klasyfikacji sprinterskiej Vuelta al País Vasco

2020
- 1. miejsce w klasyfikacji górskiej Paryż-Nicea

2022
- 3. miejsce w Vuelta a Asturias